# I우주교실남양주천문대
I우주교실남양주천문대는 경기도 남양주시 진접읍 금곡리에 있는 철마산자락의 가마솥골이라는 마을에 위치한 천문대이다.
남양주시에 위치한 사설천문대로서, 어린이천문교육을 정기적으로 진행하는 천문대이다.
어린이 교육 천문대 중 가장 큰 508mm 망원경을 보유하고 있다. (국내에서 2번째로 설치 된 음성인식 작동 망원경)

## 역사
2023년 9월 13일에 개관하여, 현재까지 천문대가 운영되고 있다.

## 관측
해발 150미터에 위치해 있고, 천문대에 올라가려면 진접역에서 차량으로 약 5분 가량 올라가야 한다. 천문대에 올라가는 길에는 어두움으로 주의해야 한다.
천문대는 4층으로 이루어져 있으며, 1층에는 방문객 휴게실이, 2층에는 사무실, 3층에는 교육강의실, 4층에는 천체관측실이 있다.
초등학생 그룹 정기수업이 주로 이루어지는 어린이 전문교육 천문대로서, 일반인 관측은 네이버예약으로 예약가능한 일정에 신청하여 진행하고 있다.
그 외에 학교단체 관람 및 천문교육 출장 강의등도 진행하고 있다.

## 관측 장비
i우주교실남양주천문대에는 국내 어린이 교육 천문대 중 가장 큰 망원경인 주관측실의 508mm 반사망원경(PlaneWave CDK500)과 함께 보조관측실의 9.25인치 반사굴절망원경, 10인치 돕소니언, 저분산렌즈 120mm 굴절망원경, 120mm 굴절망원경 10대 등이 설치되어 있다.
국내 어린이 교육 천문대 중 장비 및 시설은 국내 최대 규모이다.